# Manfred von Richthofen
Za skupino glej Rdeči baron (skupina).
Baron Manfred Albrecht von Richthofen, nemški plemič, častnik, vojaški pilot in letalski as * 2. maj 1892, Breslau, Nemško cesarstvo (zdaj Wrocław, Poljska)  † 21. april 1918, greben Morlancourt pri Vaux-sur-Somme, Francija.
Manfred von Richthofen je bil daleč najuspešnejši nemški in svetovni letalski as prve svetovne vojne. Še danes velja za asa med asi. Zaslovel je, ko je sestrelil angleškega asa Lanoeja Hawkerja, ki je 23. novembra 1916 postal njegova enajsta žrtev.
Tudi njegov mlajši brat Lothar in daljni bratranec Wolfram sta bila letalska asa v prvi svetovni vojni.

## Življenjepis
Rodil se je 2. maja 1892 v Breslauu (danes Wrocław na Poljskem) v družini pruskega plemiča in majorja Albrechta von Richthofna in njegove žene Kunigunde.
Ko je bil star 11 let, je na željo očeta vstopil v vojaško šolo v Wahlstattu, nato pa je nadaljeval šolanje še na Kraljevi vojaški akademiji Lichterfelde. Med šolanjem se je pokazalo, da je veliko boljši atlet kot učenec. Zaradi veselja do jahanja je postal konjeniški častnik, aprila 1911 je postal podporočnik v 1. ulanskem polku. Bil pa je menda bolj slab jezdec. Njegova mati je pozneje povedala, da je stalno padal s konja in bil zaradi tega vsaj petkrat v bolnici. Enkrat si je zaradi takega padca zlomil ključnico.
Na začetku prve svetovne vojne je do maja 1915 služil še v konjenici, tako na zahodni kot na vzhodni fronti. Že takrat je bila konjenica popoln anahronizem v vojskovanju. Pojavila so se popolnoma nova orožja in s tem povsem drugačni načini vojskovanja, v katerih pa konjenica ni imela več kaj iskati. Bojne ladje s topovi velikega kalibra, podmornice s torpedi, tanki, bojni plini, cepelini in letala vseh vrst: lovci, izvidniki in bombniki... Pa tudi najstrašnejše orožje v vsej prvi svetovni vojni - strojnica. Za konje je v tej vojni tako ostal le še pratež na težje dostopnih terenih, brezpotja vzhodnih bojišč in slavnostne parade. Na cestah so jih skoraj povsem zamenjali tovornjaki.
Zaprosil je za premestitev v vojno letalstvo. Sprva je bil le letalski opazovalec, nato je postal pilot. Bil je v enoti dvosedežnikov, kjer ga je opazil in ga povabil med lovske pilote legendarni Oswald Boelcke, ki je sredi leta 1916 sestavljal elitno eskadriljo. Bil je med boljšimi učenci in je pokazal nekaj nadarjenosti za letalske spopade.
Prvikrat je samostojno poletel 10. oktobra 1915 in to šele po dolgih 24 urah šolanja. To je zelo veliko, če vemo, da je Kanadčan Billy Barker poletel sam že po vsega 55 minutah šolanja v letalu z dvojnimi krmili. A Richthofnova letalska kariera se je začela kaj klavrno, že na svojem prvem samostojnem poletu je namreč pri pristanku razbil letalo.
V svojem prvem mesecu bojev je dosegel 6 zmag.
Sprva je letel na Albatrosu, pozneje pa na trikrilniku Fokker Dr.I. Omislil si je povsem rdeče obarvano letalo, ni pa bil niti prvi niti edini. Zaradi rdeče barve je postal viden in prepoznaven, to je potreboval predvsem za priče pri priznavanju zmag. Pri Britancih je dobil vzdevek "Rdeči baron" (Red Baron), pri Nemcih "Rdeči bojni letalec" (Der Rote Kampfflieger) in pri Francozih "Le Diable Rouge" (Rdeči vrag). Vzdevek Rdeči baron (Der Rote Baron) so Nemci povzeli šele po koncu prve svetovne vojne od Britancev, med vojno ga niso uporabljali.
Junija 1917 je postal poveljnik elitnega 1. lovskega polka, Jagdgeschwader (JG) 1. Ta je kmalu dobil ime Leteči cirkus, uradno pa je bil imenovan po njem, sestavljen iz najboljših nemških pilotov je deloval na zahodni fronti. Kot poveljnika elitnega JG 1 ga je po smrti nasledil nihče drug kot sam Hermann Göring, poznejši rajhsmaršal in sporni vrhovni poveljnik nacistične Luftwaffe. 
V nedeljo, 21. aprila 1918 je takoj po enajsti uri dopoldne umrl med zračnim bojem. Richthofnu uradno tistega dne sploh ne bi bilo treba leteti, naslednji dan, v ponedeljek bi moral nastopiti dopust. Še vedno pa je čutil posledice poškodbe glave, ko mu je 6. julija 1917 krogla iz strojnice britanskega letala oplazila lobanjo. Že takrat bi takšna poškodba morala pomeniti najmanj začasno zdravstveno diskvalifikacijo, posledično pa lahko celo permanentno prepoved pilotiranja. A Richthofen je bil "poseben kaliber" in kaj takega ni nihče upal, smel ali hotel storiti. 
Uradno ga je sestrelil kanadski pilot Arthur Roy Brown z letalom Sopwith Camel (B7270). Priletel je na pomoč mlademu pilotu in sorojaku, Wilfridu Reidu »Wopu« Mayu. Za Richthofna je bil osamljeni Mayev Sopwith Camel (D3326) samo lahka tarča, le naslednji na njegovem spisku, 81. žrtev. Brown je bil takrat nekaj za in nad njim, a ga Richthofen ni opazil. "Wopu" Mayu sta regljajoči strojnici in pogled v vzvratno ogledalo na rdeč trikrilnik (425/17) za njim, takoj razkrili s kom ima opravka. Sprejel je dve, za neizkušenega pilota briljantni taktični odločitvi, ki sta mu tisto nedeljo rešili življenje. Prvič: ni se spustil v letalski dvoboj, saj Rdečemu baronu (takrat še) ni bil dorasel. Drugič: spustil se je nizko k tlem, s tem se je zavezniškim mitraljezcem na tleh identificiral in obenem izpostavil Richthofna protiletalski obrambi. Po večkilometrskem lovu tik nad drevesi in med vaškimi cerkvenimi zvoniki, je Rdečega barona končno le doletelo neizbežno. Kaj je zavedlo Richthofna, drugače tako preračunljivega, da je storil tako začetniško, da ne rečemo zanj zelo neumno napako? Je bila to njegova že itak prevelika častihlepnost, morda poškodba glave ali pa takrat še ne povsem raziskano psihično stanje, imenovano "combat fatigue"? V letalstvu velja zlato pravilo - Samo enkrat storiš samo eno napako preveč in ni te več.
Obstaja več različic, kdo ga je sestrelil. Večina jih zatrjuje, da so ga v resnici sestrelili avstralski pehotni vojaki, ki so s strojnicami in celo puškami streljali na njegovo nizko leteče rdeče letalo. Njegove sestrelitve so bili "osumljeni" trije avstralski mitraljezci: Robert Buie in Willy John »Snowy« Evans, vsak z Lewisovo strojnico in Cedric Bassett Popkin z Vickersovo strojnico. Vse britanske puške in strojnice v 1. SV so uporabljale enako, standardno strelivo kalibra .303" (7,69 mm), enako tudi sinhronizirane Vickersove strojnice britanskih Sopwith Camelov. Po številnih rekonstrukcijah usodnega dogodka in izsledkih obdukcije (kot in smer vstopa krogle v telo), so kanadskega pilota Browna in avstralskega mitraljezca Buieja kot možna storilca izločili. Ostala sta le Evans in Popkin. Ena samcata krogla kalibra .303" je smrtno zadela Richthofna in mu z desne strani poševno zadela prsni koš, prebila obe pljučni krili, jetra in poškodovala srce. Ker pa se krogla v masivnejšem telesu kot je človeško, ne giblje premočrtno ampak se obrača, so nastale hude notranje poškodbe. Lahko je še nekako pristal, a pri tem razbil letalo. Ostanke njegovega letala so potem avstralski vojaki krepko oskubli za spominke (glej sliko desno), tako kot je delal on sam. Avstralski bolničar "Ted" Smout ga je zadnji videl živega, preden je izdihnil, je izdavil še: "Kaputt." (v novi slovenščini "gotof"). Truplo so po smrti tudi izdatno poslikali. Vse vidne poškodbe njegovega obraza so nastale izključno zaradi njegovega zadnjega pristanka, ali bolje rečeno "prihoda" na tla. Narejena je bila obdukcija. Kdo je v resnici zadel Richthofna, ne bomo nikoli izvedeli. Danes bi to zlahka in zelo hitro ugotovili z balistično preiskavo, saj so v njegovih oblačilih našli usodno kroglo. Po tem lahko sklepamo le, da je bila izstreljena z večje razdalje. Uradni zmagovalec, kanadski pilot Arthur Roy Brown, je vztrajno molčal vse do svoje smrti leta 1944. »Snowy« Evans je po vrnitvi domov v rodno Avstralijo, leta 1925 brez družine in potomcev umrl, za njim ni ostala niti ena fotografija. Kar nekaj opisov usodnega dogodka pa je podal preostali udeleženec, Avstralec Cedric Popkin. Za večino raziskovalcev je prav on zadel Rdečega barona.
Rdeči baron se je še kar izkazal, čeprav še zdaleč ni bil rojen pilot in taktik kot njegov učitelj in vzornik Oswald Boelcke. Bil pa je izvrsten strelec, že doma je kot mlad lovec na lovu rad streljal na vse kar leze in gre. Nemci so ob vseh njegovih junaštvih tudi "pozabili" navesti, da je veliko od njegovih 80. zmag, vsaj na začetku, dosegel proti počasnim izvidniškim dvosedežnikom. Ti so bili na začetku vojne še neoboroženi. Imel je tudi zelo grdo navado, da je po sestrelitvah rad pristajal ob ruševinah nasprotnikov in si nato vzel kakšen "spominek" zase: usnjeno čelado, rokavice ali škornje, pilotska očala, šal, ročno uro, osebne dokumente, zmeraj pa je tudi izrezal registrske oznake letal itn. Doma si je v lovskem slogu uredil "spominsko sobo" z ostudno zbirko teh predmetov. Za lestenec je uporabil kar rotacijski motor (brez drobovja) nasprotnikovega letala, na vsak valj pa je dal namesto izpušnega ventila namestiti žarnico, deseto pa pod motor. Za to obstajajo tudi dokazi - glej sliko desno. Omislil si je tudi zbirko majhnih srebrnih pokalov za vsako sestreljeno letalo. Ti pokali, visoki kake tri palce, so imeli vgravirano zaporedno številko žrtve, tip letala in datum sestrelitve. Nekega berlinskega zlatarja je zalagal z naročili skoraj dve leti...
Med podrejenimi piloti je užival veliko spoštovanje, bil pa je vase zaprt človek. Imel je zelo malo pravih prijateljev, dva od teh "srečnežev" sta bila Werner Voss in Kurt Wolff. Njegov mlajši brat Lothar, tudi sam pilot, pa je bil njegovo popolno nasprotje: odprt, vesel, družaben in priljubljen. 
Britanski pilot je na nemško letališče pri Cappyu odvrgel sporočilo o njegovi smrti. Pokopan je bil v Bertanglesu pri Amiensu v Franciji z vsemi vojaškimi častmi. Avstralski pešaki so izstrelili častne salve - na spletu je na ogled nemi enominutni posnetek njegovega pogreba v Bertanglesu. Po vojni je bilo njegovo truplo izkopano in nato sprva pokopano  v Berlinu, leta 1975 pa je (do)končno le našel mir v družinskem grobu v Wiesbadnu.
Leta 1968 je bil sprejet v International Aerospace Hall of Fame.
Nekateri letalci, še posebno bojni, se pred poleti zelo neradi fotografirajo. Med njimi kroži vraža, češ da to prinaša nesrečo ali celo smrt. Če si ogledamo sliko Jaste 11 z dne 23. aprila 1917 - umrli so: pilot Sebastian Festner (stoji tretji z leve) že čez dva dni (25. aprila 1917), pilot Hans Hintsch (stoji drugi z leve) 25. maja 1917, pilot Karl-Emil Schäfer (sedi na krilu) 5. junija 1917, pilot Karl Allmenröder (stoji skrajno levo) 27. junija 1917, pilot Otto Brauneck (stoji skrajno desno) 26. julija 1917, pilot Kurt Wolff (stoji četrti z leve) 15. septembra 1917, pilot Karl Esser (sedi levo) - ni podatkov, pilot Georg Simon (stoji peti od leve) - preživel (†1963), desno od Esserja sedi pilot Konstantin Krefft, pozneje vodja tehnične ekipe Rdečega barona - preživel. Rdeči baron (sedi v kabini Albatrosa D.III) je leto pozneje že en dan ležal v grobu, njegov mlajši brat Lothar (sedi na tleh) pa je umrl po vojni v letalski nesreči 4. julija 1922 pri Hamburgu. In to so bili sami lovski asi in člani elitne, najboljše nemške lovske eskadrilje na zahodni fronti! Grozljiva statistika.

## Enote
- FA69 (poletje 1915)
- KG1 (21. avgust - oktober 1915)
- KG2 (oktober - november 1915 in zgodaj 1916 do poletja 1916)
- Jasta 2 (1. september 1916 - december 1916)
- Jasta 11 (14. januar 1917 - 23. junij 1917)
- JG 1 (24. junij 1917 - 21. april 1918)

## Napredovanja
- podporočnik (april 1911)
- poročnik (jesen 1912)
- nadporočnik (22. marec 1917)
- stotnik (Rittmeister) (6. april 1917)

## Odlikovanja

### Nemško cesarstvo
- Abzeichen für Militär-Flugzeugführer, Deutsches Reich 1871–1918
- železni križec II. razreda (Prusija)
- železni križec I. razreda (Prusija)
- red Pour le Merité (12. januar 1917) (Prusija)
- Hausorden von Hohenzollern, Ritterkreuz mit Schwertern (Prusija)
- red rdečega orla 3. razreda s krono in meči (2. april 1918) (Prusija)
- viteški križec vojaškega reda svetega Heinricha (16. april 1917)
- Herzogl. Sachsen-Ernestinischer Hausorden Erster Klasse mit Schwertern (Saška)
- Militärverdienstorden 3. Klasse mit Krone und Schwertern (Bavarska)
- Militärverdienstorden, Ritterkreuz (Württemberg)
- Allg. Ehrenzeichen für Tapferkeit (Hessen)
- Herzog Carl-Eduard Medaille mit Schwerterspange (Sachsen-Coburg-Gotha)
- Kreuz für Treue Dienste 2. Klasse 1914–1918 (Schaumburg-Lippe)
- Kriegsverdienstkreuz 1. Klasse (Lippe)
- Kriegsverdienstkreuz 2. Klasse 1914–1918 (Braunschweig)
- Verwundetenabzeichen (Prusija)
- Hanseatenkreuz (Bremen)
- Hanseatenkreuz (Lübeck)
- Hanseatenkreuz (Hamburg)

### Avstro-Ogrska
- red železne krone 3. razreda
- vojaški zaslužni križec 3. razreda z vojnim okrasjem
- znak pilotov

### Bolgarija
- vojaški red za pogum 4. razreda

### Turčija
- železni polmesec
- Imtiaz medalja v srebru
- Liakat medalja v srebru

## Znani nasprotniki
1. 11 - Lanoe Hawker
2. 13 - Arthur Knight
3. 15 - James McCudden
4. 54 - Robert Farquhar
5. 55 - Norman McNaughton
6. 71 - Thomas Sharpe
7. 76 - Sydney Smith
8. 79 - Richard Raymond-Barker

## Dela
- Der Rote Kampfflieger (1917)

## Poimenovanja
Njegovemu imenu v čast so v Nemčiji večkrat poimenovali po njem različne enote:
- Jagdgeschwader 132 »Richthofen« (1. april 1936 - 1. november 1938) — prva lovska enota po prvi svetovni vojni
- Jagdgeschwader 131 »Richthofen« (1. november 1938 - 1. maj 1939) — Luftwaffe, predhodnik iz druge svetovne vojne znanega JG 2
- Jagdgeschwader 2 »Richthofen« (1. maj 1939 - 7. maj 1945) — Luftwaffe, eden izmed najbolj poznanih lovskih polkov Luftwaffe
- Jagdgeschwader 71 »Richthofen« ( 6. junij 1959) — prva letalska enota opremljena z reaktivnimi letali v povojnem Bundeswehru - njegov prvi poveljnik je postal največji as iz druge svetovne vojne, Erich Hartmann.